# اوه جی اون
این یک نام کره‌ای است؛ نام خانوادگی اوه است.
اوه جی اون (کره‌ای: 오지은؛ زادهٔ ۳ دسامبر ۱۹۸۱) بازیگر اهل کره جنوبی است. او به خاطر ایفای نقش در مجموعه‌های تلویزیونی سه برادر (۲۰۰۹)، دوباره لبخند بزن (۲۰۱۰)، گوانگ‌گه‌تو فاتح بزرگ (۲۰۱۱) و پادشاه درام‌ها (۲۰۱۲) شناخته می‌شود.

## زندگی شخصی
در ۲۲ اکتبر ۲۰۱۷، اوه جی اون با یک کره‌ای-آمریکایی که دو سال با او قرار می‌گذاشت، ازدواج کرد.

## فیلم‌شناسی

### فیلم
| سال  | عنوان                   | عنوان کره‌ای         | نقش                     | توضیحات    |
| ---- | ----------------------- | ------------------- | ----------------------- | ---------- |
| ۲۰۰۳ | بازیگر اوه می سون       | 연극인 오미순       |                         | فیلم کوتاه |
| ۲۰۰۳ | رؤیا                    | 꿈                  |                         | فیلم کوتاه |
| ۲۰۰۳ | هوجوپ‌مونگ               | 호접몽              |                         | فیلم کوتاه |
| ۲۰۰۴ | GET&LOST                |                     |                         | فیلم کوتاه |
| ۲۰۰۵ | آگوست                   | 8월                 |                         | فیلم کوتاه |
| ۲۰۰۵ | سفر                     | 여행                |                         | فیلم کوتاه |
| ۲۰۰۵ | سوت                     | 호루라기            |                         | فیلم کوتاه |
| ۲۰۰۷ | بدترین مرد تاکنون       | 내 생애 최악의 남자 | تبلیغ‌نویس شرکت تبلیغاتی | نقش مکمل   |
| ۲۰۰۷ | دوقلوها                 | 쌍둥이들            | نا یونگ                 | فیلم کوتاه |
| ۲۰۰۸ | دشمن عزیز من            | 멋진하루            | سه می                   | نقش مکمل   |
| ۲۰۰۸ | برو برو دهه ۷۰          | 고고70              | یک زن                   | بیت پارت   |
| ۲۰۰۸ | واقعاً، دیوانه‌وار، عمیقاً | 진실한 병한씨       | می یونگ                 | بیت پارت   |
| ۲۰۰۹ | افراد تشییع جنازه       | 장례식의 멤버       | جوانی جونگ هی           | نقش مکمل   |
| ۲۰۰۹ | تسخیرشده                | 불신지옥            | جونگ می                 | نقش مکمل   |
| ۲۰۰۹ | هاوس فمیلی              | 하우스 패밀리       | دختر                    | بیت پارت   |
| ۲۰۱۰ | زندگی موازی             | 평행이론            | نام کا هی               | نقش مکمل   |

### تلویزیون
| سال       | عنوان                   | عنوان کره‌ای             | نقش                      | شبکه     | توضیحات                                                                                    |
| --------- | ----------------------- | ----------------------- | ------------------------ | -------- | ------------------------------------------------------------------------------------------ |
| ۲۰۰۶      | خانواده بد              | 불량 가족               |                          | اس‌بی‌اس   | بیت پارت                                                                                   |
| ۲۰۰۷–۲۰۰۸ | ایسان                   | 이산                    | یو جین                   | ام‌بی‌سی   | نقش مکمل                                                                                   |
| ۲۰۰۹      | دوباره عشق من           | 미워도 다시 한 번       | چوی یون هی               | کی‌بی‌اس۲  | نقش مکمل                                                                                   |
| ۲۰۰۹–۲۰۱۰ | سه برادر                | 수상한 삼형제           | جو او یونگ               | کی‌بی‌اس۲  | نقش مکمل                                                                                   |
| ۲۰۱۰–۲۰۱۱ | دوباره لبخند بزن        | 웃어라 동해야           | لی بونگ یی               | کی‌بی‌اس۱  | نقش اول زن                                                                                 |
| ۲۰۱۱      |                         | 재능나눔 프로젝트 DREAM | خودش                     | تی‌وی‌ان   | ریلتی شو                                                                                   |
| ۲۰۱۱–۲۰۱۲ | گوانگ‌گه‌تو فاتح بزرگ     | 광개토태왕              | دو یونگ                  | کی‌بی‌اس۱  | نقش اصلی                                                                                   |
| ۲۰۱۱–۲۰۱۲ | زندگی در میان ثروتمندان | 청담동 살아요           | اوه جی اون               | جی‌تی‌بی‌سی | نقش اصلی                                                                                   |
| ۲۰۱۲–۲۰۱۳ | پادشاه درام‌ها           | 드라마의 제왕           | سونگ مین آه              | اس‌بی‌اس   | نقش اصلی                                                                                   |
| ۲۰۱۳      | قانون جنگل در هیمالیا   | 정글의 법칙             | خودش                     | اس‌بی‌اس   | ریلتی شو                                                                                   |
| ۲۰۱۴      | چو یونگ                 | 귀신보는 형사, 처용     | ها سون وو                | اوسی‌ان   | نقش اول زن                                                                                 |
| ۲۰۱۴      | آرزو کن                 | 소원을 말해봐           | هان سو وون               | ام‌بی‌سی   | نقش اول زن                                                                                 |
| ۲۰۱۶      | وزش باد                 | 불어라 미풍아           | پارک شین ئه/کانگ می جونگ | ام‌بی‌سی   | نقش اول زن (اولین نقش آنتاگونیست) در ۴ اکتبر ۲۰۱۶، این درام را به خاطر آسیب مچ پا ترک کرد. |
| ۲۰۱۷      | زن ناشناس               | 이름 없는 여자          | سونگ یو ری               | کی‌بی‌اس۲  | نقش اول زن                                                                                 |
| ۲۰۱۹      | باغ طلایی               | 황금정원                | سابینا / اون دونگ جو     | ام‌بی‌سی   | نقش اول زن (دومین نقش آنتاگونیست)                                                          |

### موزیک ویدئو
| سال  | آرتیست   | عنوان                              | عنوان کره‌ای              | توضیحات              |
| ---- | -------- | ---------------------------------- | ------------------------ | -------------------- |
| ۲۰۰۷ | بیگ ماما | «خیانت»                            | 배반                     | همبازی با ها جونگ-وو |
| ۲۰۱۳ | داویچی   | «چون امروز بیشتر دلم برات تنگ شده» | 오늘따라 보고싶어서 그래 |                      |

## جوایز و نامزدی‌ها
| سال  | مراسم جوایز                      | دسته                                            | اثر نامزد شده              | نتیجه                    |
| ---- | -------------------------------- | ----------------------------------------------- | -------------------------- | ------------------------ |
| ۲۰۰۷ | فستیوال فیلم کوتاه Mise-en-scène | جایزه هیئت داوران ویژه                          | دوقلوها                    | برنده فستیوال فیلم کوتاه |
| ۲۰۰۷ | فستیوال فیلم جوانان کره          | بهترین بازیگر زن                                | دوقلوها                    | برنده                    |
| ۲۰۰۹ | جوایز درامای کی‌بی‌اس              | بهترین بازیگر تازه‌کار زن                        | سه برادر                   | نامزدشده                 |
| ۲۰۱۰ | جوایز درامای کی‌بی‌اس              | بهترین بازیگر تازه‌کار زن                        | سه برادر، دوباره لبخند بزن | برنده                    |
| ۲۰۱۱ | جوایز درامای کی‌بی‌اس              | جایزه بازیگر برتر زن در یک درام روزانه          | دوباره لبخند بزن           | نامزدشده                 |
| ۲۰۱۲ | جوایز درامای اس‌بی‌اس              | جایزه بازیگر برتر زن در یک مینی‌سریال            | پادشاه درام‌ها              | نامزدشده                 |
| ۲۰۱۴ | جوایز درامای ام‌بی‌سی              | جایزه بازیگر برتر زن در یک سریال درام           | آرزو کن                    | نامزدشده                 |
| ۲۰۱۹ | جوایز درامای ام‌بی‌سی              | جایزه بازیگر برتر زن در یک درام آخر هفته/روزانه | باغ طلایی                  | نامزدشده                 |